# Paradrina
Paradrina is een ondergeslacht van het geslacht Caradrina van nachtvlinders uit de familie Noctuidae. Een bekende soort uit dit ondergeslacht is de huisuil.

## Soorten
- Caradrina (Paradrina) atriluna (Guénée, 1852)
- Caradrina (Paradrina) casearia (Staudinger, 1900)
- Caradrina (Paradrina) clavipalpis - huisuil (Scopoli, 1763)
  - Caradrina (Paradrina) clavipalpis clavipalpis (Scopoli, 1763)
  - Caradrina (Paradrina) clavipalpis pinkeri Kobes, 1975
- Caradrina (Paradrina) flava (Oberthür, 1876)
- Caradrina (Paradrina) flavirena (Guénée, 1852)
- Caradrina (Paradrina) fuscicornis (Rambur, 1832)
- Caradrina (Paradrina) jacobsi (Rothschild, 1914)
- Caradrina (Paradrina) lanzarotensis (Pinker, 1962)
- Caradrina (Paradrina) minimus Fibiger, Svendsen & Nilsson, 1999
- Caradrina (Paradrina) muricolor (Boursin, 1933)
- Caradrina (Paradrina) noctivaga (Bellier, 1863)
- Caradrina (Paradrina) poecila (Boursin, 1939)
- Caradrina (Paradrina) rebeli (Staudinger, 1901)
- Caradrina (Paradrina) selini (Boisduval, 1840)
- Caradrina (Paradrina) suscianja Mentzer, 1981
- Caradrina (Paradrina) wullschlegeli (Püngeler, 1903)
  - Caradrina (Paradrina) wullschlegeli callei (Yela, 1987)
  - Caradrina (Paradrina) wullschlegeli hispanica (Mabille, 1906)
  - Caradrina (Paradrina) wullschlegeli wullschlegeli (Püngeler, 1903)

### Foto's

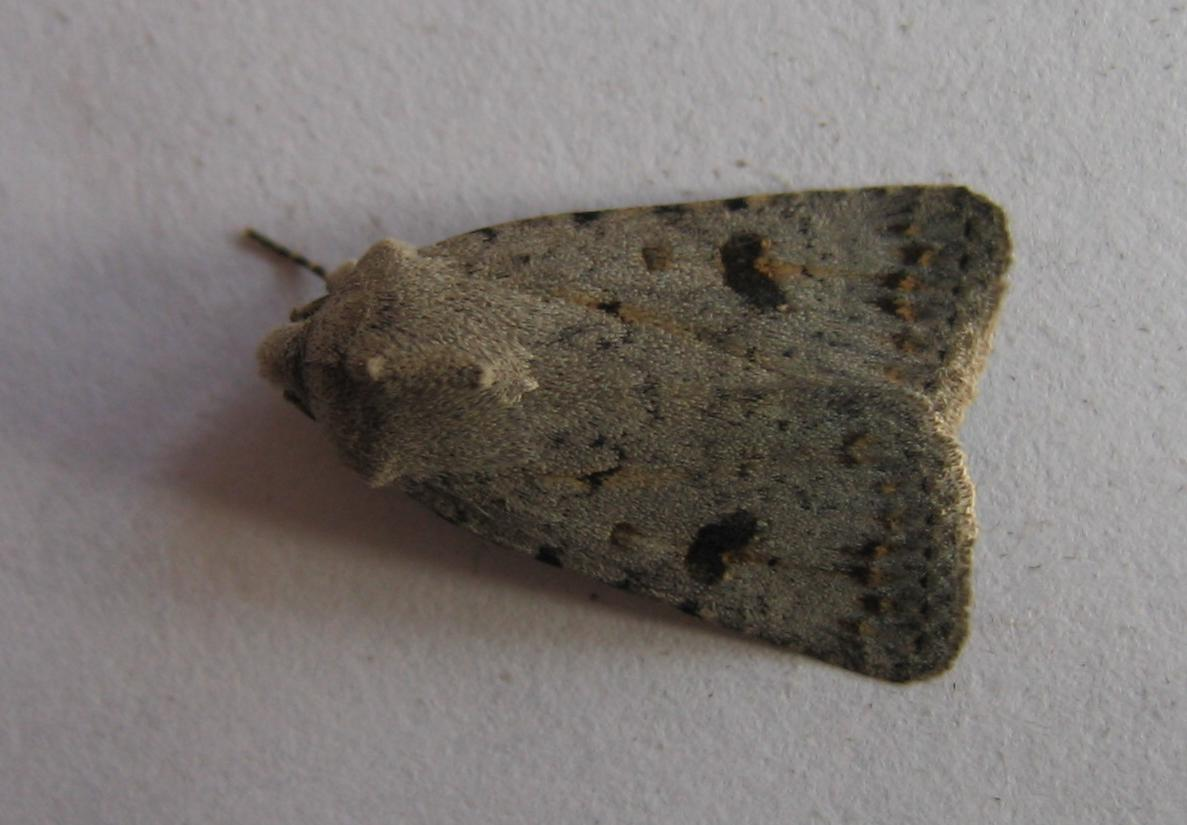
Caradrina (Paradrina) rebeli